# الغزو التركي للعراق (2015–2016)
الغزو التركي للعراق هي عملية عسكرية تركية في العراق (كردستان العراق) منذ ديسمبر 2015.

## الغزو
في 4 ديسمبر 2015، دخلت كتيبة دبابات تركية إلى محافظة نينوى العراقية بهدف معلن وهو تدريب مقاتلين من مفارز الشعب الكردي على محاربة الإرهابيين. لقد وصفت وزارتا الخارجية والدفاع العراقيتان وجود الجيش التركي بأنه «عمل عدائي»، وأنه أمر لم يتم الاتفاق عليه مع السلطات. قالت وزارة الخارجية العراقية أيضا إنها سترسل شكوى رسمية إلى مجلس الأمن التابع للأمم المتحدة إذا لم ترد تركيا على إنذارها بشأن انسحاب القوات، والذي ينتهي مساء يوم 8 ديسمبر.
في 9 ديسمبر، شن سلاح الجو التركي سلسلة من الضربات الجوية على منطقة الحدود العراقية. خرقت الطائرات التركية الأجواء للدولة المجاورة وقصفت مواقع لحزب العمال الكردستاني التركي في منطقتي ديرلوك والشيلاجي لأكثر من نصف ساعة. بالإضافة إلى ذلك، أصبح معروفًا أن طائرات سلاح الجو التركي قد دخلت في 8 ديسمبر قاعدة حزب العمال الكردستاني في منطقة قنديل الجبلية في كردستان العراق.
قال المتحدث باسم الوزارة أحمد جمال إن وزارة الخارجية العراقية قد اتصلت في 10 ديسمبر بالدول الخمس الدائمة العضوية في مجلس الأمن الدولي لاتخاذ موقف دولي بشأن تركيا. كما أضاف أن وزارة الخارجية طلبت من جامعة الدول العربية عقد اجتماع طارئ لوزراء خارجية الدول الأعضاء في المنظمة.
في 11 ديسمبر، قال الممثل الرسمي لرئيس الوزراء العراقي سعد الحديسي، إن هناك شكوى بشأن تصرفات تركيا على الأراضي العراقية سترفع إلى مجلس الأمن في المستقبل القريب. وفي وقت سابق، طلب رئيس الوزراء العراقي حيدر العبادي من وزارة الخارجية العراقية تقديم شكوى رسمية إلى مجلس الأمن بشأن الغزو التركي لشمال البلاد.
وفي اليوم نفسه قال الرئيس التركي رجب طيب أردوغان أن تركيا ستستمر في تدريب المليشيات الكردية «البيشمركة» ولن تسحب جيشها من شمال العراق.
في 14 ديسمبر، قال رئيس الوزراء التركي أحمد داود أوغلو أن أنقرة لن تسحب قواتها من شمال العراق، وستعزز وحدتها العسكرية الموجودة هناك «من أجل حماية المدربين العسكريين الأتراك».
ذكرت تقارير إعلامية تركية (نقلًا عن مصادر عسكرية) أن جزءً من الجيش التركي وعشر مدرعات تمركزت في معسكر باشيك شمال العراق، قد غادر هذا المكان واتجه صوب الحدود التركية. وبحسب صحفيين أتراك، فإن هذه الإجراءات مرتبطة باتفاق بين السلطات التركية والعراقية على آلية جديدة للتعاون. لا تستطيع الحكومة العراقية تأكيد انسحاب القوات التركية من البلاد؛ صرح بذلك المتحدث باسم رئيس الوزراء سعد الحديسي.
أفادت تقارير إعلامية عراقية، أن القوات العسكرية التركية بدأت في سحب قواتها من شمال العراق. أفادت السومرية نيوز في خبر قصير، في إشارة إلى مندوب مجلس النواب العراقي، سلام الشوبكي، بأن الجيش التركي كان يحرر قاعدة زليكان الواقعة في منطقة باشيج شمال الموصل. لكنه قال إن المستشارين والكادر الفني للجيش التركي ما زالوا في هذه القاعدة.
في 19 ديسمبر، أجرى رئيس الولايات المتحدة باراك أوباما أجرى اتصالًا هاتفيًا مع الرئيس التركي رجب طيب أردوغان لمناقشة النزاع القائم بين تركيا والعراق بسبب إدخال القوات التركية في شمال العراق. دعا أوباما الرئيس أردوغان إلى اتخاذ تدابير إضافية لتهدئة التوترات مع العراق، بما في ذلك من خلال انسحاب القوات التركية. كما دعا أوباما تركيا إلى احترام سيادة العراق ووحدة أراضيه.
وفي الوقت نفسه، أعلنت وزارة الخارجية التركية انسحاب قواتها من العراق: "إن تركيا، آخذة في الاعتبار حساسية الجانب العراقي وضرورة محاربة تنظيم الدولة الإسلامية (داعش)، تواصل سحب قواتها المسلحة من العراق". محافظة نينوى مصدر سوء تفاهم."
في 24 ديسمبر، أدانت جامعة الدول العربية الغزو التركي للعراق وطالبت الحكومة التركية بسحب الجيش التركي فورًا من شمال العراق.
في أوائل يناير 2016، صد الجنود الأتراك في شمال العراق هجومًا لتنظيم الدولة الإسلامية على مواقعهم، مما أسفر عن مقتل 17 مسلحًا.

## الانسحاب الجزئي للقوات واستمرار العملية
في 16 يوليو 2016، وعقب محاولة انقلاب عسكري في تركيا، سحب الجيش التركي جزءً من قواته من العراق. ومع ذلك، في 20 يوليو، بدأ الطيران التركي مرة أخرى في قصف مواقع حزب العمال الكردستاني في شمال العراق. في 24 أغسطس، شنت تركيا عملية درع الفرات العسكرية في سوريا المجاورة للعراق.
في 1 أكتوبر 2016، وافق البرلمان التركي على طلب الحكومة تمديد صلاحيات القوات المسلحة التركية للقيام بعمليات في سوريا والعراق لمدة عام.
في 7 يناير 2017، وخلال اجتماع بين رئيس الوزراء التركي بن علي يلدرم ورئيس الوزراء العراقي حيدر العبادي في بغداد، اتفق الطرفان على سحب القوات التركية من العراق. ومع ذلك، في 9 يناير، أعلنت نائبة رئيس الوزراء التركي، نوريتينا جانيكلي أن القوات التركية ستبقى في معسكر باشيك العراقي حتى يزول خطر الإرهاب.
في 25 سبتمبر 2017، تسبب استفتاء على استقلال كردستان العراق، إلى تفاقم العلاقات بين أربيل وبغداد. عارضت تركيا وإيران بشدة الاستقلال الكردي. أدت معركة مدينة كركوك، التي بدأت في 15 أكتوبر، إلى بدء هجوم واسع النطاق للقوات العراقية في كردستان. عبّرت تركيا عن تضامنها مع تصرفات بغداد.
تم التدخل التركي في الصراع في 18 أكتوبر 2017 (بعد 3 أيام من بدء الاشتباكات). دخل رتل من القوات المسلحة التركية منطقة الغرب. وفي اليوم نفسه، أعلنت تركيا القضاء على 13 مسلحًا من حزب العمال الكردستاني ومقتل جنديين من القوات المسلحة التركية. في 19 أكتوبر، نفذت تركيا سلسلة من الضربات الجوية على مواقع حزب العمال الكردستاني، وأُعلن مقتل 5 مسلحين.[بحاجة لمصدر] في 20 أكتوبر، قتل حوالي 9 مسلحين من حزب العمال الكردستاني.[بحاجة لمصدر]
في 28 أكتوبر، احتلت القوات المسلحة التركية جبل كوكوزر ومحيطه. في سياق هذه العملية، تم الإعلان عن القضاء على حوالي 55 من مقاتلي حزب العمال الكردستاني.[بحاجة لمصدر]